# S'Altra Senalla
S'altra Senalla és una associació de comerç just de Mallorca, creada el 14 de febrer de 1994. Va començar amb parades a mercats i fires i poc després va obrir una primera botiga al Carrer de l'Oli de Palma. Des de 1999 du a terme un programa educatiu que abasta tots els nivells escolars, destacant la Ludoteca Solidària, a primària, i el Taller de Comerç Just i Consum Responsable, a secundària.
Al llarg del temps, a més de productes de comerç just del sud, es van incorporar a l'assortiment productes locals, ecològics i envasats de productors mallorquins. Col·labora amb les associacions Finestra al Sud–S'Altra Senalla d'Inca i S'Altra Senalla de Manacor al Casal de la Pau amb les quals van crear una federació. El 2019 es va celebrar el 25è aniversari de l'arribada del comerç just als Balears.
El 2014 l'Obra Cultural Balear li va atorgar el premi Francesc de Borja Moll en el marc dels Premis 31 de desembre. El 2017 van rebre el premi «Palma MÉS inclusiva» durant l'acte dels Premis Sinofós.